# Леандър от Севиля
Свети Леандър Севилски (на испански: San Leandro de Sevilla; * 540, Картахена, Испания, † 27 февруари/ 13 март 600, Севиля) е монах и архиепископ на Севиля от 584 до 600 г. Почитан, като светец, от Католическата църква е 13 март, а от Православната църква на 27 февруари. Изобразяван е, като книжовник - със свитък и перо - и носещ отличителни знаци на епископския си пост, както и палиум, с какъвто е отличен от папа Григорий I, за борбата си срещу арианството. Най-значимият му принос в тази насока са преминаванията към католицизма на вестготския принц Херменегилд, а по-късно - и на крал Рекаред I, с което консолидацията на Вестготското кралство става постижима. Също така той пише и религиозни съчинения - срещу арианството и с наставления към монахините.

## Биография
Баща му Севериан е гражданин на Картахена (Нови Картаген) и може би неин управител. Сред роднините му, освен това има няколко светци, по-конкретно неговите братя и сестра: Исидор Севилски, Фулгенций, († 630), епископ на Картахена и Есиха (Астиги) и Света Флорентина († ок. 612). Възможно е да е имал и друга сестра - Теодозия. Фамилията му се преселва през 554 г. в Севиля и Леандър влиза там в Бенедиктанския орден. Заради опозицията си на про-аринската политика на крал Леовигилд и съучастие във въстанието на Херменегилд срещу него, той е изгонен от страната, пребивава някое време в двора на Константинопол, но впоследствие се завръща в родината си и е сред основните приближени на Рекаред I и сред главните организатори на някои от Толедските събори и на борбите за окончателното налагане на ортодоксални възгледи на населението. Заема важни религиозни длъжности до края на живота си през 600 г.